# مت هالپرن

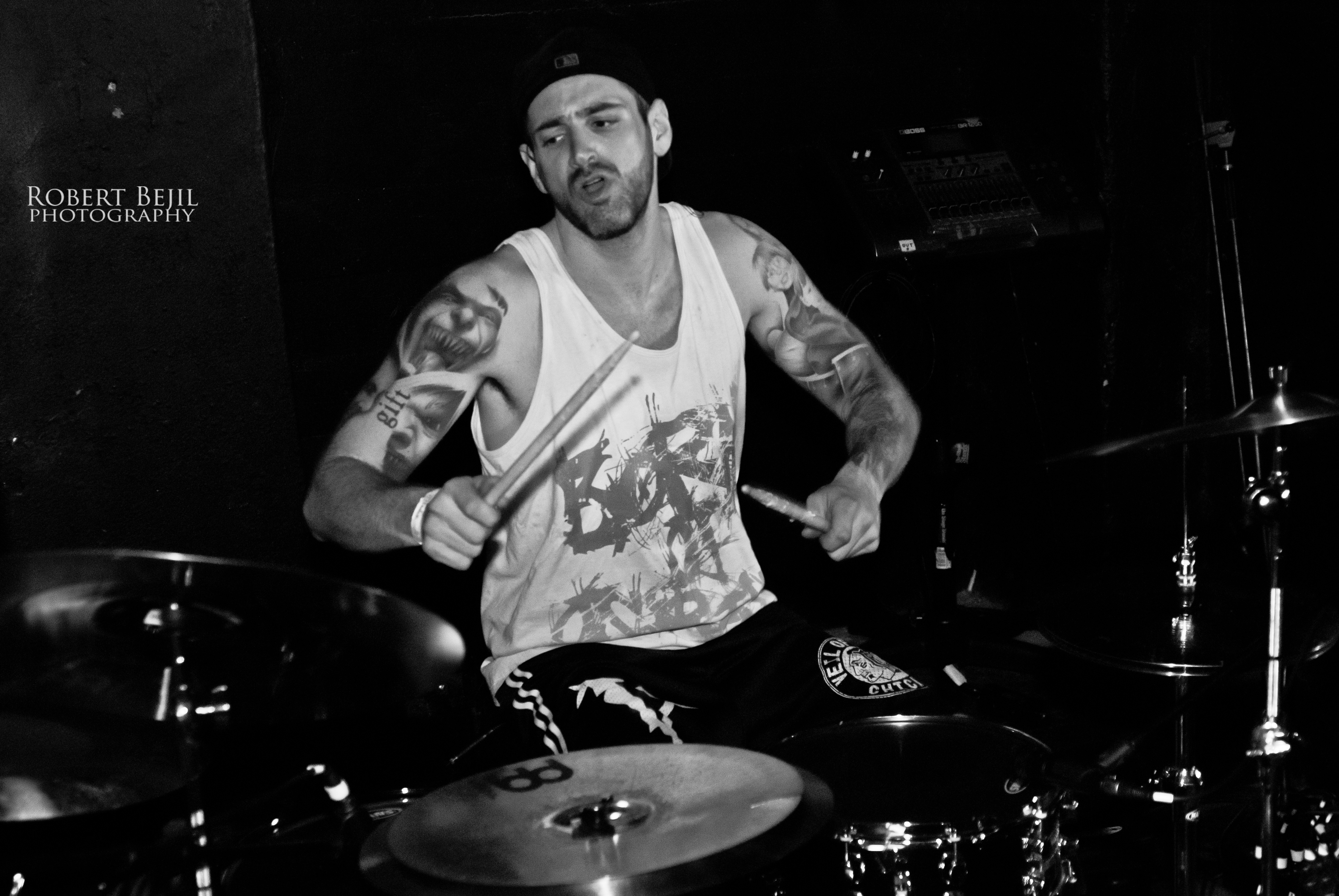

مت هالپرن (انگلیسی: Matt Halpern؛ زادهٔ ۲۱ ژوئن ۱۹۸۳) طبل‌زن اهل ایالات متحده آمریکا است.